# Walter Richter

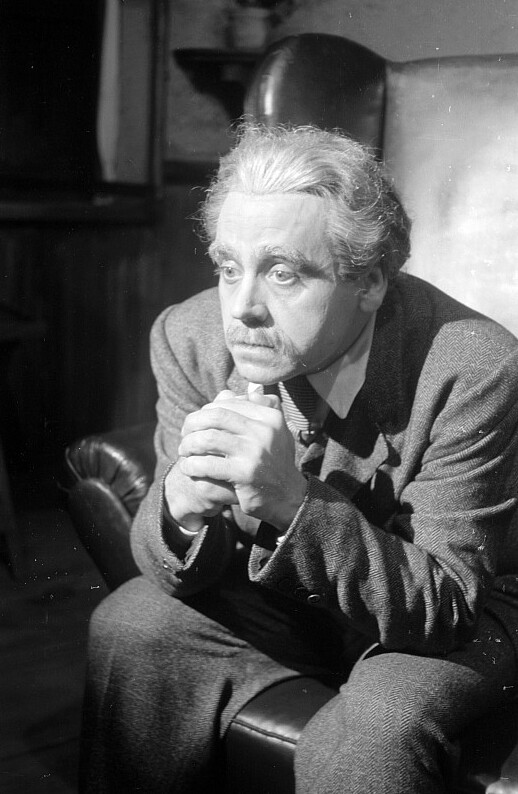
Walter Richter.

Walter Richter, född 13 maj 1905 i Berlin, Kejsardömet Tyskland, död 26 juli 1985 i Wien, Österrike, var en tysk skådespelare. Richter spelade under 1930-talet och 1940-talet teater vid flera scener i Tyskland, Österrike och Schweiz, bland annat Deutsches Theater, Berlin och Theater in der Josefstadt. Han medverkade i tyska filmer och TV-produktioner under åren 1937-1983. Till exempel gjorde han en huvudroll i filmen Morituri 1948, vilket var en tidig film om Förintelsen. Han hade under 1970-talet en återkommande roll som kommissarie Trimmel i kriminalserien Tatort

## Filmografi, urval
- 1948 – Morituri
- 1950 – Lockende Gefahr
- 1952 – Så länge du är min
- 1956 – Flickan från vildforsen
- 1956 – Fuhrmann Henschel
- 1970 – På rymmen med Pippi Långstrump